# توازن الطاقة (أحياء)
في الأحياء، يشير مصطلح توازن الطاقة إلى الاستتباب البيولوجي للطاقة في الأنظمة الحية. يتم قياسه بالمعادلة التالية: 
كمية الطاقة = الحرارة الداخلية المنتجة + العمل الخارجي + التخزين. وهو أيضًا إحدى خصائص الطاقة الحيوية، التي تركز على تدفق الطاقة من الأنظمة الحية.
في الولايات المتحدة، تقاس بوجه عام باستخدام وحدة طاقة السعر (أي السعرات الحرارية بالكيلو جرام)، أي ما يعادل الطاقة اللازمة لزيادة درجة الحرارة 1 kg للمياه ب 1 °C. وذلك حوالي 4.184 kجول.

## الطاقة المستهلكة
الطاقة المستهلكة هي جزء من النظام الغذائي، الذي ينظمه في الأساس الجوع وطاقة الطعام لما هو مستهلك.

## نفقات الطاقة
نفقات الطاقة هي في الأساس كمية الحرارة الداخلية المنتجة والعمل الخارجي. أما الحرارة الداخلية فهي في الأساس مجموعة من معدل الاستقلاب الأساسي (BMR) والتأثير الحراري للغذاء. يمكن تقدير العمل الخارجي بقياس مستوى النشاط البدني (PAL).

## عدم التوازن بين الطاقة المستهلكة والنفقات

### اكتساب عدم التوازن
عدم توازن الطاقة المكتسبة هي نتيجة للطاقة المستهلكة بطريقة أكبر في الطاقة المستهلكة في العمل الخارجي والوسائل البدنية الأخرى لنفقات الطاقة.
أسباب الوقاية الرئيسة هي:
- فرط التغذية، تنتج عن زيادة الطاقة المستهلكة
- نمط الحياة المتسم بقلة الحركة، ينتج عن زيادة نفقات الطاقة بواسطة العمل الخارجي

يتم تخزين نتائج عدم التوازن المكتسب في الطاقة، وهي في المقام الأول الدهون المسببة لزيادة الوزن. في الوقت المناسب، قد يتطور الوزن الزائد والسمنة مع المضاعفات الناتجة.

### فقدان عدم التوازن
فقدان القدرة على التوازن يأتى نتيجة لقلة كمية الطاقة المكتسبة عن كمية الطاقة المستهلكة في العمل الخارجي والوسائل البدنية الأخرى لنفقات الطاقة. السبب الرئيس هو تناول الطعام بكميات قليلة نتيجة لظروف طبية مثل فقدان الشهية (القهم العصابي) أو مرض في الجهاز الهضمي أو بسبب بعض الظروف مثل الصوم أو المجاعة أو الانفجار السكاني.

## متطلبات الطاقة
تعتمد متطلبات الطاقة الطبيعية، والطاقة المستهلكة الطبيعية على السن والجنس ومستوى النشاط البدني (phisical activty level) (PAL). أعدت منظمة الأغذية والزراعة (FAO) التابعة للأمم المتحدة تقريرًا مفصلًا عن متطلبات الطاقة البشرية: الطاقة البشرية (روما، 17&-24 أكتوبر 2001) تعد معادلة هاريس بنديكت (Harris-Benedict equation) إحدى الطرق القديمة ولكنها إحدى الطرق المستخدمة استخدامًا كبيرًا ودقيقة للغاية.
على الرغم من وجود دراسات جارية في الوقت الحالي تظهر ما إذا كان تقييد السعرات الحرارية الأقل من القيم الطبيعية لديه تأثيرات مفيدة، وعلى الرغم من ظهور مؤشرات إيجابية في الثدييات  فلم يتم التأكد حتى الآن عما إذا كان تقييد السعرات الحرارية له تأثير إيجابي على طول عمر الثدييات والبشر. ويمكن اعتبار تقييد السعرات الحرارية تحقيقًا لتوازن الطاقة في الاستهلاك والنفقات الأقل، ومن هذا المفهوم، لا يعد ذلك بوجه عام عدم توازن للطاقة، باستثناء عدم التوازن الأولي حيث لا تتناسب النفقات المنخفضة بعد مع الاستهلاك المنخفض.

## وصلات خارجية
- Daily energy requirement calculator نسخة محفوظة 11 يوليو 2011 على موقع واي باك مشين.
- BodyEngine - Visual fitness tool which calculates RMR (resting metabolic rate ), EER and BMI